# 台灣自治聯軍
台灣自治聯軍，為1947年二二八事件爆發後，由張志忠、台南的李媽兜、斗六的陳篡地、北港的余炳金、嘉義的簡吉、許分、新港的陳明新、朴子的張榮宗（現任立法委員兼前任台北市議員王世堅的外祖父）等人，在台灣嘉南地區各地分別組織攻擊國民政府的武裝民兵於名義上的合稱。台灣自治聯軍原名為台灣民主聯軍嘉南縱隊，共有新港、朴子等八個隊伍，由前台籍日本兵、青年和一般民眾臨時組成。其中的張志忠、李媽兜、許分為中國共產黨台灣省工作委員會成員。台灣自治聯軍後遭國民革命軍整編第二十一師圍剿而失敗。